# Ladislav Fuks
Pour les articles homonymes, voir Fuks.
Ladislav Fuks (Prague, 24 septembre 1923 – Prague, 19 août 1994) est un écrivain tchèque, auteur de L'Incinérateur de cadavres (Spalovač mrtvol, 1967), à l'origine du film du même nom (1969) de Juraj Herz.
L'essentiel de son œuvre est d'inspiration autobiographique, à travers la figure d'un petit garçon fragile et torturé. Elle possède aussi une dimension parodique et allégorique. Ladislav Fuks témoigne également dans ses écrits de la difficulté à être homosexuel dans les circonstances où il a vécu.

## Biographie
Fils d'un officier de police, Ladislav Fuks prend conscience de son homosexualité au début de la Seconde Guerre mondiale. Il voit ses camarades de classe juifs partir pour les camps de concentration, ainsi que les Tsiganes et les homosexuels, ce qui le marque et lui inspire un sentiment de danger persistant. Il se sent un lien avec la minorité juive  persécutée qu'il exprime plus tard dans son œuvre. Lors de la guerre, il doit se rendre à Hodonín pour le travail forcé avant de pouvoir faire des études de philosophie, de psychologie et d'histoire de l'art à la faculté de philosophie de l'université Charles de Prague, dont il obtient un doctorat en 1949. 
Après ses études, il trouve un emploi dans l'administration de protection des monuments nationaux, où il est responsable du château de Kynžvart. Après 1959, il travaille à la Galerie nationale de Prague. 
Il publie son premier roman, Monsieur Mundstock, en 1963 et, l'année suivante, son premier recueil de nouvelles. En 1967, il fait paraître L'Incinérateur de cadavres (Spalovač mrtvol), dont le succès international pousse l'écrivain à en tirer un scénario pour le film L'Incinérateur de cadavres (Spalovač mrtvol) que réalise Juraj Herz en 1969. 
Pendant les années 1970, Ladislav Fuks adhère à la très socialiste Svaz českých spisovatelů (Union des écrivains tchèques), mais ses romans continuent de poser un regard critique sur son époque et s'insurgent contre la présence des autorités russes en Tchécoslovaquie, notamment dans Návrat z žitného pole (Retour des champs de seigle, 1974).
Sa condition d'homosexuel fait de lui un solitaire. Il a principalement des relations avec de jeunes hommes, souvent des prostitués. En 1964, il épouse une riche Italienne, à Milan, mais s'enfuit peu de temps après et se fait interner dans un hôpital psychiatrique. 
Il meurt en août 1994, seul dans son appartement de Prague. Son corps n'est retrouvé que deux jours après sa mort.

## Œuvres
- Pan Theodor Mundstock,  1963 Publié en français sous le titre Monsieur Théodore Mundstock, traduit par François Kérel, Les Éditeurs français réunis, 1966 (BNF 33017396) Publié en français dans une nouvelle traduction sous le titre Monsieur Mundstock : le porteur d'étoiles, traduit par Barthélemy Müller, L'Engouletemps, 2004  (ISBN 2-9700444-0-4)
- Mí černovlasí bratři (Mes frères aux cheveux noirs),  1964
- Variace na temnou strunu (Variations pour cordes sombres),  1966
- Spalovač mrtvol, 1967 Publié en français sous le titre L'Incinérateur de cadavres, traduit par Barthélemy Müller, L'Engouletemps, 2004  (ISBN 2-9700444-1-2)
- Cesta do zaslíbené země,  1967 Publié en français sous le titre Voyage en terre promise, traduit par Barthélemy Müller, L'Engouletemps, 2005  (ISBN 2-9700444-5-5)
- Myši Natálie Mooshabrové (Les Souris de Nathalie Mooshaber), 1970
- Příběh kriminálního rady (Histoire du conseil criminel), 1971
- Oslovení z tmy (Titre de ténèbres), 1972
- Nebožtíci na bále (Les Défunts au bal), 1972
- Návrat z žitného pole (Retour des champs de seigle), 1974
- Vévodkyně a kuchařka (La Duchesse et le Cuisinier), 1983

## Adaptations

### Cinéma
- 1969 : L'Incinérateur de cadavres (Spalovač mrtvol), film tchèque réalisé par Juraj Herz, scénario de Ladislav Fuks d'après son roman éponyme
- 1973 : Tajemství zlatého Buddhy, film tchèque réalisé par Dusan Klein
- 1978 : Wsród nocnej ciszy, film polonais réalisé par Tadeusz Chmielewski, adaptation du roman Příběh kriminálního rady
- 1984 : Kartka z podrózy, film polonais réalisé par Waldemar Dziki
- 1984 : Pasácek z doliny, film tchèque réalisé par František Vláčil

### Théâtre
- 1993 : L'Incinérateur de cadavres, adaptation et mise en scène par Bruno Boëglin